# Cornelis Adrianus Pekelharing

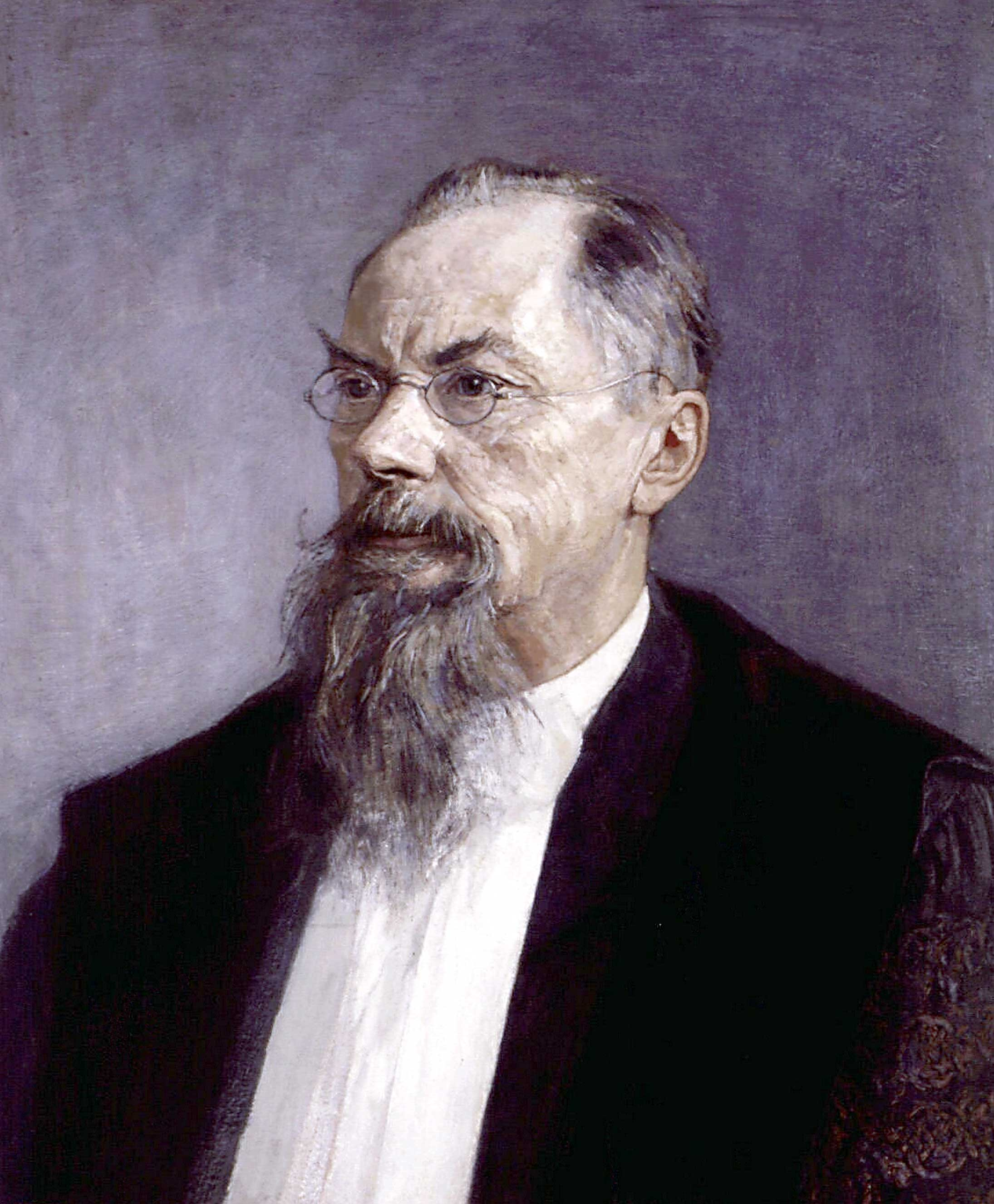
Cornelis Adrianus Pekelharing

Cornelis Adrianus Pekelharing auch: Kees Pekelharing (* 19. Juli 1848 in Zaandam; † 18. September 1922 in Utrecht) war ein niederländischer Mediziner.

## Leben
Cornelis Adrianus war der Sohn des Mediziners Cornelis Pekelharing (* 19. April 1811 in ’s-Graveland; † 22. Januar 1873 in Zaandam) und dessen am 25. Oktober 1838 in ’s-Graveland geheirateten Frau Johanna van Ree (* 12. Januar 1812 in Zaandam; † 26. August 1885 ebenda).
Er besuchte die Französische Schule in Zaandam und erwarb 1865 die Hochschulzulassung. 1866 begann er ein Studium der Naturwissenschaften und Medizin an der Universität Leiden. Hier absolvierte er 1868 das erste Kandidatenexamen in Philosophie, 1870 das erste Kandidatenexamen der Medizin und bestand 1872 sein Arztexamen. 1873 wurde er als Arzt in Leiden tätig und widmete sich mehr der wissenschaftlichen Arbeit der Medizin. Bald wurde er Assistent seines Lehrers Adriaan Heynsius am Leidener Labor und promovierte am 18. Mai 1874 in Leiden mit der Thematik Over ureumbepaling in bloed en weefsels zum Doktor der Medizin. 1878 wurde er Dozent für Pathologie, pathologische Chirurgie und Physiologie an der Veterinärschule in Utrecht.
Am 30. Juni 1881 berief man ihn zum Professor für Pathologie und pathologische Chirurgie an die Universität Utrecht, welche Aufgabe er am 21. September 1881 mit der Einführungsrede De waarde der physiologie voor den beoefenaar der ziektekunde (frei deutsch übersetzt: Der Wert der Physiologie für die Förderung der Pathologie) antrat. Am 21. Juni 1888 übernahm er den Lehrstuhl für allgemeine Physiologie und vergleichende Biologie, für Histologie und den experimentellen Teil der Pharmakodynamik, insbesondere die medizinische Toxikologie.
Nachdem Franciscus Cornelis Donders gestorben war und Theodor Wilhelm Engelmann nach Berlin gegangen war, übernahm er 1893 den Lehrstuhl für Histologie und physiologische Chemie der Utrechter Hochschule. In seiner Eigenschaft als Utrechter Hochschullehrer beteiligte er sich auch an den organisatorischen Aufgaben der Hochschule und war 1896/97 Rektor der Alma Mater.
Er wurde zudem 1886 Mitglied der königlich niederländischen Akademie der Wissenschaften, war Vorsitzender des Volksbunds gegen Alkoholmissbrauch und setzte sich ab 1886 nach einer wissenschaftlichen Reise nach Niederländisch-Indien gegen Drogenmissbrauch in denselben Kolonien ein. Zudem wurde er Ritter des Ordens vom niederländischen Löwen.
Am 14. Juni 1918 wurde er aus seiner Professur emeritiert.

## Familie
Pekelharing ⚭ sich am 14. Juli 1873 in Zutphen mit Wilhelmina Geertruida (Mina) Campert (* 19. November 1849 in Zutphen; † 3. November 1897 in Utrecht), die Tochter des Internatsleiters Petrus Remco Campert (* 30. April 1814 in Nijkerk; † 13. August 1877 in Zutphen) und dessen am 24. September 1846 in Deventer ⚭ Frau Johanna Berendina ten Kate (* 2. Februar 1820 in Deventer; † 9. November 1858 in Zutphen). Aus der Ehe stammen Kinder, von diesen kennt man:
- Cornelius Johannes Pekelharing (* 23. März 1874 in Leiden; † 6. April 1945 in Hilversum) ⚭ am 22. Juni 1908 in Velsen mit Johanna Wilhelmina Mauve (* 25. November 1883 in Arnhem; † 13. April 1977 in Loosdrecht)
- Petrus Remco Pekelharing (* 5. März 1875 in Leiden; † 23. Dezember 1935 in Hilversum) ⚭ am 13. Juli 1913 mit Martha Hermina Houtsma (* 5. April 1885 in Harlingen; † 9. März 1944 in Hilversum)
- Johanna Berendina Pekelharing I (* 24. Februar 1876 in Leiden; † 22. Oktober 1876 ebenda)
- Johanna Berendina Pekelharing II (* 31. Mai 1878 in Utrecht; † 15. Februar 1949) ⚭ am 16. Juli 1903 mit Dr. Albert Hendrik Kann (* 18. Juli 1875 in Rotterdam; † 15. Dezember 1951 in Heelsum)
- Mathilde Pekelharing (* 22. April 1881 in Utrecht; † 19. April 1965 ebenda) ⚭ am 7. März 1912 mit Prof. Dr. Johan Marcus Baart de la Faille (* 25. September 1867 in Leeuwarden; † 12. April 1952 in Utrecht)
- Nicolaas Rutger Pekelharing (* 16. Juni 1883 in Utrecht; † 23. Februar 1930 in Rotterdam)

## Werke (Auswahl)
- Over ureumbepaling in bloed en weefsels. 1874
- Ueber die Harnstoffbestimmung. In: Archiv für die gesammte Physiologie des Menschen und der Thiere. 1875, Bd. 11, S. 602–604
- Beitrag zur Kenntniss des Peptons. In: Archiv für die gesammte Physiologie des Menschen und der Thiere. 1880, Jg. 22, S. 185–205
- Weiteres über das Pepton. In: Archiv für die gesammte Physiologie des Menschen und der Thiere. 1881, Bd. 26, S. 515–530
- De waarde der physiologie voor den beoefenaar der ziektekunde. 1881
- Een geval van ziekelijke veranderingen in het ruggemerg bij pseudospierhypertrophie. 1882
- Recherches sur la nature et la cause du béri-béri et sur les moyens de le combattre. Utrecht 1888
- Over den aard van het fibrineferment. 1891
- Untersuchungen über das Fibrinferment. 1892
- Louis Pasteur. 1895
- Over de betrekking van het fibrine-ferment van het bloedserum tot de nucleoproteïde van het bloedplasma. 1895
- Ueber eine neue Bereitungsweise des Pepsins. In: Zeitschrift für Physiologische Chemie. 1896–97, Bd. 22, S. 233–244
- Ueber das Vorhandensein eines Nucleoproteids in Muskeln. In: Zeitschrift für Physiologische Chemie. 1896–97, Bd. 22, S. 245–247
- Hypothesen aangaande de scheikundige samenstelling der levende stof. 1897
- Over het opnemen van voedsel door sponsen. 1898
- Ueber die Nahrungsaufnahme bei Schwämmen. In: Archiv für Physiologie. 1898, S. 168–186 (mit G. C. J. Vosmaer)
- Over den invloed van alkohol op de gezondheid. 1902
- Over den invloed van alkohol op de afscheiding van maagsap. 1902
- Mittheilungen über Pepsin. In: Zeitschrift für Physiologische Chemie. 1902, Bd. 35, S. 8–30
- De waarde van suiker als voedsel. 1903
- De volksvoeding en de accijns op suiker. 1903
- Die Natur des Fibrinferments. In: Zeitschrift für Physiologische Chemie. 1903, Bd. 39, S. 22–30 (mit W. Huiskamp)
- Over den invloed van alkohol op de cellen der maagkliertjes. 1907
- Het verbruik van eiwit in het dierlijk lichaam. 1908
- Die Bildung des Kreatins im Muskel beim Tonus und bei der Starre. In: Zeitschrift für Physiologische Chemie. 1910, Bd. 64, S. 262–293 (mit C. J. C. van Hoogenhuyze)
- Zur elektrischen Überführung des Pepsins. In: Zeitschrift für Physiologische Chemie. 1911, Bd. 75, S. 282–289 (mit W. E. Ringer)
- Die Kreatininausscheidung beim Menschen unter Einfluß von Muskeltonus: Nach Versuchen von Herrn med. stud. J. Harkink. In: Zeitschrift für Physiologische Chemie. 1911, Bd. 75, S. 207–215
- Über den Einfluß einiger anorganischer Salze auf die Wirkung der Pankreaslipase. In: Zeitschrift für Physiologische Chemie. 1912, Bd. 81, S. 355–368
- Das "Aktivieren" von Blutserum. In: Zeitschrift für Physiologische Chemie. 1913, Bd. 85, S. 341–345
- Een paar opmerkingen over den strijd tegen het gebruik van opium in Nederlandsch-Indië. 1914
- Über den Einfluß von Phosphatiden auf die Blutgerinnung. In: Zeitschrift für Physiologische Chemie. 1914, Bd. 89, S. 22–38
- Über die Cammidgesche Pankreasreaktion. In: Zeitschrift für Physiologische Chemie. 1914, Bd. 91, S. 151–164 (mit C. J. C. Van Hoogenhuyze)
- Franciscus Cornelis Donders. 1918